# Gheora
Gheora è una suddivisione dell'India, classificata come census town, di 5.920 abitanti, situata nel distretto di Delhi Nord Ovest, nello territorio federato di Delhi. In base al numero di abitanti la città rientra nella classe V (da 5.000 a 9.999 persone).

## Società

### Evoluzione demografica
Al censimento del 2001 la popolazione di Gheora assommava a 5.920 persone, delle quali 3.490 maschi e 2.430 femmine. I bambini di età inferiore o uguale ai sei anni assommavano a 770, dei quali 453 maschi e 317 femmine. Infine, coloro che erano in grado di saper almeno leggere e scrivere erano 4.101, dei quali 2.628 maschi e 1.473 femmine.